# Peso bolivien
Le Peso boliviano était la monnaie officielle de la Bolivie entre 1963 et 1987. Le peso était divisé en 100 centavos. Il se substitua au Boliviano avec un taux de change de 1000 pour 1. Le peso boliviano souffrit d'une hyperinflation au milieu des années 1980 et fut remplacé par le Boliviano bolivien en 1987 avec un taux de change de 1 000 000 pour 1.
Son symbole est le $b.